# Teruyuki Kagawa

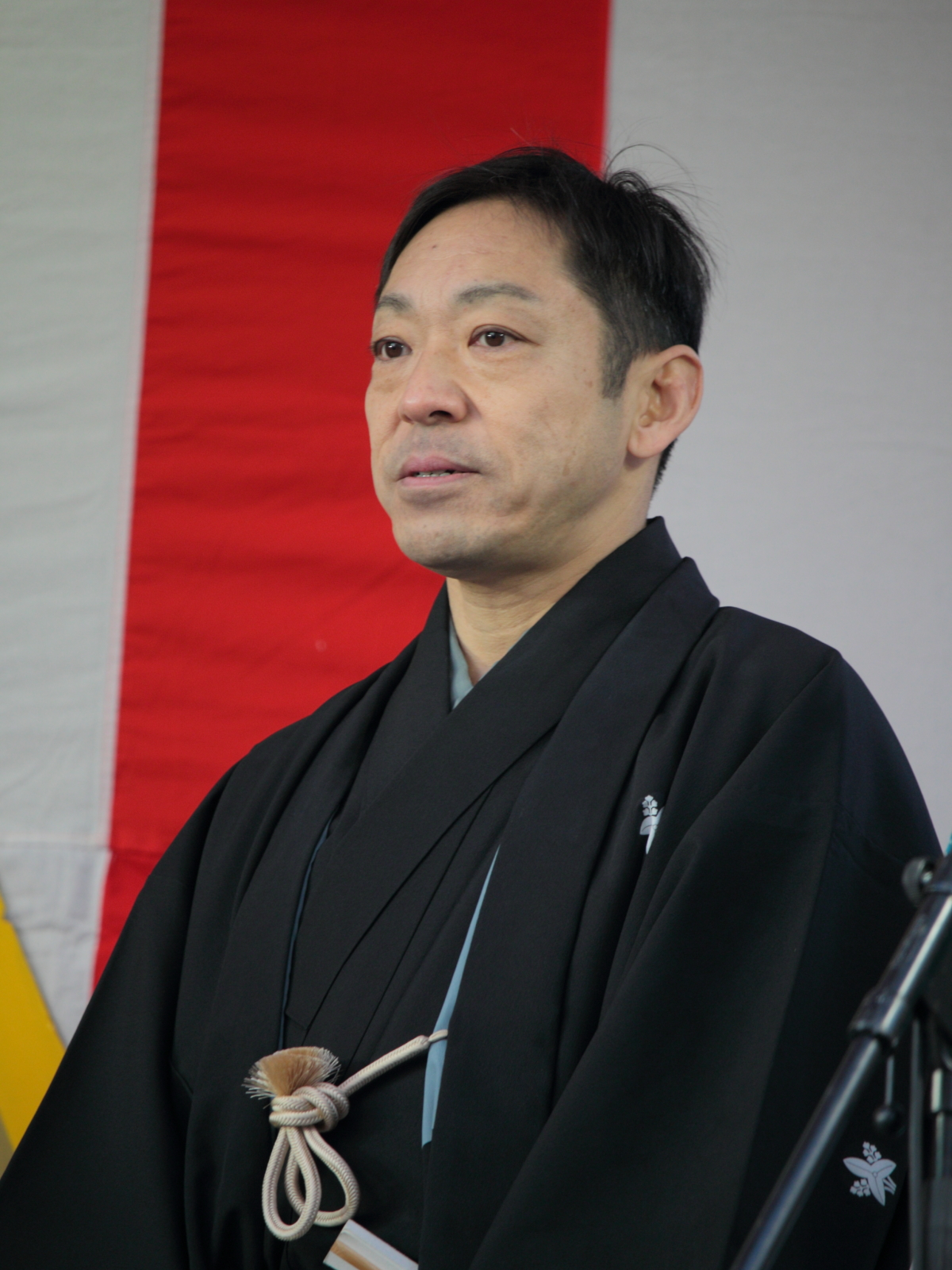
Teruyuki Kagawa (2016)

Teruyuki Kagawa (jap. 香川 照之, Kagawa Teruyuki; * 7. Dezember 1965 in der Präfektur Tokio) ist ein japanischer Schauspieler. 2009 spielte er den japanischen Prinzen Asaka in dem deutschen Film John Rabe.

## Leben
Kagawa ist der Sohn von Ichikawa Ennosuke III (三代目 市川 猿之助), einem Kabuki-Schauspieler und Yūko Hama (浜 木綿子), einer Schauspielerin und Mitglied von Takarazuka Revue. Nach der Scheidung seiner Eltern wurde er von seiner Mutter, die auch weiterhin schauspielerte, aufgezogen. Nach dem Universitätsabschluss der Sozialpsychologie an der Universität Tōkyō 1989 hatte er sein Schauspieldebüt in dem NHK-Taiga-Drama Lady Kasuga. Er wird als bescheidener und höflicher Schauspieler beschrieben.
Nachdem er bei der deutsch-chinesisch-französischen Film-Koproduktion „John Rabe“ den Prinzen Asaka spielte, erregte er in Japan durch seinen Satz „Ich sah diesen Film und habe erfahren, dass die Japaner wirklich viele grausame Dinge gemacht haben.“ (この映画を見て、本当に日本人は残忍なことを多くしたのだということを知りました。) große Kritik.
Ab 2009 stellte er in der Fernsehserie Saka no Ue no Kumo die Rolle des Masaoka Shiki dar.

## Filmographie (Auswahl)
- 2006: Memories of Matsuko (嫌われ松子の一生, Kiraware Matsuko no isshō)
- 2008: Tokyo Sonata (トウキョウソナタ)
- 2009: 20-Seiki shōnen – Dai-ni-shō: Saigo no kibō (20世紀少年 <第2章> 最後の希望)
- 2009: Tsurugidake: ten no ki (劒岳 点の記)
- 2009: John Rabe
- 2009: Kaiji (カイジ)
- 2009–2011: Saka no Ue no Kumo (坂の上の雲, Fernsehserie, sechs Episoden)
- 2012: Rurouni Kenshin (るろうに剣心)
- 2012: Kagi Dorobō no Method (鍵泥棒のメソッド)
- 2015: MOZU

## Auszeichnungen
- 2009: John-Rabe-Friedenspreis des John Rabe-Kommunikationszentrums in Heidelberg